# PKS 2000-330
PKS 2000-330，也稱為QSO B2000-330，是位於人馬座的一個類星體。在1982年被發現時，它是最遙遠和已知的最明亮的天體。

## 距離測量
遙遠星系的「距離」取決於所使用的距離測量。  紅移為 3.77，據估計，來自這個活躍星系的光需要大約117億年才能到達我們這兒。但是由於估計這個星系正在以274,681公里/秒的速度從地球後退（光速為 299,792公里/秒），估計目前與這個星系的距離為227億光年（69.47億秒差距）。

## 外部連結
- Wikisky image of PKS 2000-330